# Serhij Berschow
Serhij Ihorowytsch Berschow (ukrainisch Сергій Ігорович Бершов; * 31. März 1947 in Belaja Glina, Oblast Swerdlowsk) ist ein ukrainischer Bergsteiger.
Er ist zusammen mit Wladimir Karatajew Erstbesteiger der Lhotse-Südwand während einer sowjetischen Himalaya-Expedition 1990.